# Kereszty Rókus András
Kereszty Rókus András O.Cist., Roch Andrew Kereszty (Budapest, 1933. február 6. – 2022. december 14.) magyar ciszterci szerzetes, író, egyetemi tanár, novíciusmester.

## Életpályája
1951-ben érettségizett a budapesti József Attila Gimnáziumban. 1956-ban az Eötvös Loránd Tudományegyetem hallgatójaként könyvtáros diplomát szerzett. Az 1956-os forradalom leverése után Rómába menekült; ahol belépett a ciszterci rendbe. 1960-ban a Szent Anzelm Egyetemen teológiai licenciátust szerzett; pappá szentelték. 1962-ben doktorált. 1962-ben az USA-ban telepedett le. 1963-ban Dallasban a katolikus egyházi teológia tanára; a Dallas-i Egyetem docense lett. 1969–2013 között a dallasi ciszterci gimnáziumban (Cistercian Preparatory School) is tanított. 1975–2010 között a dallasi apátság novíciusmestere volt.

## Művei
- Die Weisheit in der Mystischen Erfahrung beim Heiligen Bernhard von Clairvaux (Westmalle, 1963)
- Radical Theology Today (1967)
- God Seekers for a New Age. From crisis theology to "Christian atheism" (1970)
- The Pre-Existence and Oneness of Christ (1973)
- Reflection of the Foundations of Christology (1974)
- Krisztus (Róma, 1977) (Teológiai kiskönyvtár II:4/5.)
- Peter and Paul in the Church of Rome (New York-Mahwak, 1990)
- Jesus Christ. Fundamental of Christology (New York, 1991)
- Jézus Krisztus – Krisztológiai alapvetés (1995)[5]
- Bevezetés az egyház teológiájába (1997)[6]
- "Ha ma meghalljátok szavát...". Hivatásébresztés és hivatásgondozás; Efo, Budapest, 2004
- A bárány menyegzője. Az eucharisztia teológiája történeti, biblikus és rendszerező megközelítésben; ford. Somogyi György, Técsy Judit; Szt. István Társulat, Budapest, 2008
- A kereszténység más világvallások között. Mai apologetika; ford. Rehák Aranka; Szt. István Társulat, Budapest, 2011
- Jézus Krisztus. Krisztológiai alapvetés; közrem Csizmazia Placid; átdolg., bőv. Puskás Attila; 2. átdolg., bőv. kiad.; Szt. István Társulat, Budapest, 2015

## Díjai
- Stephanus-díj (2004)
- A Magyar Érdemrend lovagkeresztje (2021)